# Rosalba pulchella
Rosalba pulchella är en skalbaggsart som först beskrevs av Belon 1903.  Rosalba pulchella ingår i släktet Rosalba och familjen långhorningar. Inga underarter finns listade i Catalogue of Life.